# Grave (musique)
Pour les articles homonymes, voir Grave.
En musique, le mot grave désigne le registre des sons les plus bas (ou les fréquences les plus basses). Il s'oppose aux aigus.

## Hauteur relative
Le grave est une notion relative en référence à un ambitus : il n'existe pas d'absolu dans ce domaine, et aucune frontière précise vient séparer le grave du médium, ni ce dernier de l'aigu. Dans ce premier sens, le mot « grave » désigne avant tout une direction vers laquelle on va, ou de laquelle on s'éloigne.
- L'ambitus pris comme référence peut être la totalité des fréquences perceptibles par l'oreille humaine.

Par exemple, on dira que « les graves se propagent plus loin que les aigus ».
- Le plus souvent, cependant, l'ambitus en question est l'étendue particulière d'un instrument de musique, d'une voix, d'une partie musicale ou d'une portée.

Par exemple, on dira que les graves d'un piccolo et les graves d'une contrebasse ne correspondent absolument pas aux mêmes notes.
- L'habitude d'associer la hauteur relative d'un son à un axe vertical paraît très ancienne, et l'étymologie du mot « grave » (= lourd) invite à représenter ce type de sons dans la partie inférieure d'une échelle. Au Moyen Âge, la notation musicale occidentale a tout naturellement choisi d'inscrire les sons graves dans le bas de la portée. C'est ainsi que « grave » et « bas » sont devenus synonymes, et que « descendre » signifie désormais « aller vers le grave », soit « produire des sons plus graves ».

- Concernant certains instruments à vent — cuivres (trompette, trombone, cor d'harmonie, etc.) ou bois (flûte, clarinette, saxophone, etc.) — le grave peut désigner plus précisément un registre particulier (par opposition aux registres « médium », « aigu », et parfois, suraigu), c'est-à-dire un certain nombre de hauteurs consécutives possédant les mêmes caractéristiques de sonorité et exigeant la même technique.

- Le registre grave d'une voix est habituellement appelé « registre de poitrine » ou voix de poitrine.

- En musique classique, et concernant les voix graves — contraltos ou basses —, le contre-ut grave désigne habituellement un do, plus grave d'une octave, que le do le plus grave du registre habituel. Par exemple, pour une voix de basse, le do aigu est l'ut 3 (celui du médium), le do grave est l'ut 2, et le contre-ut grave, l'ut 1 (au-dessous de la portée en clé de fa).

## Type de pièce musicale
Aux XVIIe et XVIIIe siècles, le mot grave est également un terme italien désignant le tempo — et accessoirement le caractère — d'une pièce musicale au « mouvement très lent, souvent solennel ou méditatif ».